# 100 Bullets
100 Bullets är en av förlaget Vertigos bäst säljande serietidningar och kommer med jämna mellanrum i samlingsvolymer. Serien handlar om det val som olika människor ställs inför när de av en mystisk man får tillgång till en pistol som inte går att spåra och 100 kulor.
Serien skapades 1999 av författaren Brian Azzarello och tecknaren Eduardo Risso och kan karakteriseras som en rad hårdkokta fristående gangsterhistorier med inslag av konspirationsteori.